# Воскресенівка (Богодухівський район)
Воскресе́нівка — село у Богодухівській міській громаді Богодухівського району Харківської області України. Населення — 339 осіб. Поштове відділення — Улянівське.

## Географія
Село Воскресенівка розташоване на обох берегах річки Рябина. Біля села на річці є гребля, яка утворює Воскресенівське водосховище. Поруч зі селом розташований загальнозоологічний заказник «Джерельне».
Нижче за течією примикає село Майське (Великописарівський район) Сумської області. За 2 км на південь розташоване село Улянівка. За 4 км залізнична станція Куп'єваха (див село Куп'єваха). До районного центру — 20 км.

## Історія
Засноване село у 18 столітті. Перша назва населеного пункту — Кирия́ківка (1769), пізніше перейменоване на Воскресенівку (1840). Під час революції 1905 року селяни виступили проти поміщиків. Для придушення виступу було викликано військовий загін.
Село постраждало внаслідок геноциду українського народу, проведеного урядом СССР в 1932—1933 роках, кількість встановлених жертв — 30 людей.
12 червня 2020 року, відповідно до розпорядження Кабінету Міністрів України № 725-р «Про визначення адміністративних центрів та затвердження територій територіальних громад Харківської області», село увійшло до Богодухівської міської громади.
19 липня 2020 року, в результаті адміністративно-територіальної реформи та ліквідації Богодухівського району (1923—2020), село увійшло до складу новоутвореного Богодухівського району Харківської області.

## Населення
Згідно з переписом УРСР 1989 року чисельність наявного населення села становила 409 осіб, з яких 181 чоловік та 228 жінок.
За переписом населення України 2001 року в селі мешкали 334 особи.

### Мова
Розподіл населення за рідною мовою за даними перепису 2001 року:
| Мова       | Відсоток |
| ---------- | -------- |
| українська | 93,22 %  |
| російська  | 5,60 %   |
| інші       | 1,18 %   |

## Сьогодення
- Є ФАП (фельдшерсько-акушерський пункт)
- Сільськогосподарське підприємство вирощує зернові культури і цукрові буряки, розвинуте м'ясо-молочне виробництво.

## Відомі люди

### Народилися
- Александр Яблонський (1898—1980) — польський фізик, що спеціалізувався на фотофізиці та флуоресценції, розробник діаграми Яблонського. Навчався у Харківському та Варшавському університетах.